# 테니스의 기술
테니스의 기술은 일반적으로 서브, 포핸드, 백핸드, 발리, 하프 발리, 스매시, 드롭샷, 그리고 로브 이렇게 8 가지 정도로 구분된다. 모든 기술의 목적은 라켓으로 공을 쳐서 네트 너머의 코트로 보내는 것이며, 따라서 각각의 기술들은 공을 쳐서 넘기는 일련의 행위 또는 방식 전체를 의미한다.

## 서브
서브(serve) 또는 서비스(service)는 테니스 경기에서 한 포인트를 시작하기 위해 처음으로 공을 넘기는 동작이다. 공을 공중으로 던져 올린 뒤 머리 위에서 쳐서 넘기는 오버헤드 서브가 가장 일반적인 방식이다. 공을 머리 위로 던져 올린 뒤 라켓을 휘둘러 최대한 높은 지점에서 공을 쳐내며, 이것이 네트에 닿지 않고 대각선 반대편의 서비스 박스에 들어가야 서브가 성공한 것으로 인정된다. 서브는 구질에 따라 플랫, 톱스핀, 킥(혹은 트위스트), 그리고 슬라이스 서브 등으로 종류가 나뉜다. 여기서 슬라이스 서브는 그라운드 스트로크에서의 슬라이스와는 달리 백스핀보다는 사이드 스핀에 가깝다. 프로 선수들의 경기에서는 서브가 매우 강력한 무기로 사용된다. 한 선수가 서브한 공을 상대편이 건드리지도 못하여 포인트가 넘어갔을 때 이를 에이스라고 부른다.

## 포핸드
포핸드(forehand)는 라켓을 잡은 손 쪽에서 시작하여 공을 치고자 하는 방향으로 스윙을 해 공을 받아 치는 동작이다. 손바닥이 정면을 향하게 되기 때문에 '앞쪽'을 의미하는 데에서 포핸드라는 명칭이 붙었다. 백핸드와 스윙 방향이 정반대인 포핸드는, 자연스러운 방향으로 팔을 움직이게 되기 때문에 일반적으로 가장 배우기 쉬운 기술로 여겨진다.
포핸드의 그립에는 크게 네 가지가 있으며, 그 선호도는 지속적으로 변해왔다. 그 종류는 각각 웨스턴, 세미웨스턴, 이스턴, 그리고 컨티넨탈 그립이다. 

## 백핸드
백핸드(backhand)는 라켓을 잡은 손의 반대쪽에서 시작하여 팔을 손등방향으로 스윙하여 공을 받아 치는 동작이다. 이때 손등이 상대편을 향하게 된다. 일반적으로 백핸드는 포핸드보다 배우기 어렵다고 여겨진다. 대부분 한손으로만 치는 포핸드와는 달리 백핸드는 한손 타법과 양손 타법이 모두 널리 쓰이는데, 그 선호도는 시대에 따라 조금씩 변해왔다. 20세기 대부분의 시기에는 이스턴 또는 컨티넨탈 그립의 한손 백핸드가 주류를 이루었다. 양손 백핸드를 사용했던 최초의 유명한 선수는 1930년대에 활동한 오스트레일리아의 비비안 맥그래스(Vivian McGrath)와 존 브롬위치(John Bromwich)였다. 그러던 것이 1990년대 들어 그 사용 빈도가 크게 늘어났다. 안드레 애거시, 윌리엄스 자매, 마리아 샤라포바 등 양손 백핸드를 훌륭하게 구사하는 그랜드 슬램 우승자들이 많이 나왔으며, 상위 랭커 중에서 양손 백핸드를 사용하는 선수들의 비율도 한손 백핸드를 앞지르기 시작했다. 양손 백핸드는 파워가 강하면서도 안정적인 컨트롤을 할 수 있다는 장점이 있으며, 한손 백핸드는 양손을 쓸 때보다 리치가 약간 더 길고 슬라이스를 구사하기 용이하다는 장점이 있다. 이 때문에 네트 플레이를 주무기로 삼는 서브 앤 발리 스타일의 선수들은 슬라이스 샷을 치면서 네트로 전진하기 위해 한손 백핸드를 사용하는 경우가 많다. 1930•40년대에 활동했던 선수인 돈 버지는 매우 강력한 한손 백핸드를 구사하여 역대 선수들 중에서도 뛰어난 백핸드를 가졌던 것으로 잘 알려져 있다. 1950•60년대 활동했던 켄 로즈웰 또한 백핸드가 뛰어났던 것으로 유명한데, 그는 매우 정확한 슬라이스 백핸드를 무기로 삼았다. 한편, 모니카 셀레스와 같이 포핸드와 백핸드 양쪽을 모두 양손으로 쳤던 선수들도 드물게 존재한다.

## 그밖의 기술
발리는 공이 땅에 튀기기 전에 쳐넘기는 동작이다. 보통 네트에 근접해서, 특히 서비스 라인 안쪽에서 치게 된다. 라켓을 세우고 손목을 고정시킨 채 짧게 스윙하여 공을 쳐낸다. 하프 발리는 발리와 마찬가지로 보통 네트에 근접하여 치게 되는데, 공이 땅에 튀기기 전에 치는 것이 아니라 땅에 튀긴 직후 올라올 때 바로 쳐서 넘기게 되는 점에서 발리와 다르다. 로브는 대개 베이스라인에서 공을 높게 띄워서 넘기는 동작이다. 일반적으로 네트 앞에 나와 있는 상대방의 키를 넘기기 위해 치게 된다. 수세에 몰렸을 때 시간을 벌기 위해 공을 높이 띄우는 수비적인 스타일의 로브와 네트를 점령한 상대의 허를 찌르기 위해 각도 큰 포물선을 그리며 빠르게 떨어지는 공격적인 스타일의 톱스핀 로브가 있다. 한편 로브가 충분히 깊게 들어가지 않았을 때 네트에 있던 선수는 이를 머리 위에서 서브와 유사한 동작으로 때리게 되는데, 이것을 스매시라 한다. 마지막으로, 베이스라인 뒤로 물러나 있는 상대의 빈틈을 노려 기습적으로 공을 네트 바로 앞으로 짧게 떨어뜨리는 것을 드롭샷이라 한다.